# Liste des ministres italiennes
Cette liste de ministres italiennes recense, par cabinet, toutes les femmes qui ont été membres d'un gouvernement depuis les années 1950. Elles constituent dans un premier temps des exceptions au sein de la vie politique nationale. En 1951, Angela Maria Guidi Cingolani est la première femme à faire partie d'un gouvernement italien, en tant que secrétaire d'État auprès du ministre de l'Industrie et du Commerce ; en 1976, Tina Anselmi est nommée ministre du Travail et de la Protection sociale, devenant ainsi la première femme politique italienne ministre de plein exercice. En 2014, le gouvernement Renzi est le premier cabinet totalement paritaire. En 2022, Giorgia Meloni devient la première femme à diriger un gouvernement.

## Irelégislature
- Angela Maria Guidi Cingolani (1896-1991)
  - Secrétaire d'État auprès du ministre de l'Industrie et du Commerce entre 1951 et 1953.

## IIelégislature
- Maria de Unterrichter Jervolino (1902-1975)
  - Secrétaire d'État auprès du ministre de l'Éducation nationale entre 1954 et 1959.

## IIIelégislature
- Angela Gotelli (1905-1996)
  - Secrétaire d'État auprès du ministre de la Santé entre 1958 et 1959.
  - Secrétaire d'État auprès du Travail et de la Protection sociale entre 1959 et 1960.
- Maria Badaloni (1903-1994)
  - Secrétaire d'État auprès du ministre de l'Éducation nationale entre 1959 et 1963.
- Maria de Unterrichter Jervolino (1902-1975)
  - Secrétaire d'État auprès du ministre de la Santé en 1963.

## IVelégislature
- Maria Vittoria Mezza (1926-2005)
  - Secrétaire d'État auprès du ministre de l'Industrie et du Commerce entre 1963 et 1968.
- Maria Badaloni (1903-1994)
  - Secrétaire d'État auprès du ministre de l'Éducation nationale entre 1966 et 1968.

## Velégislature
- Maria Vittoria Mezza (1926-2005)
  - Secrétaire d'État auprès du ministre de la Santé entre 1970 et 1972.
- Emanuela Savio (1916-1989)
  - Secrétaire d'État auprès du ministre de l'Industrie, du Commerce et des Artisans entre 1968 et 1970.
- Maria Cocco (1916-)
  - Secrétaire d'État auprès du ministre de la Santé en 1968.
  - Secrétaire d'État auprès du ministre de l'Éducation nationale entre 1972 et 1973.
- Maria Pia Dal Canton (1912-)
  - Secrétaire d'État auprès du ministre de la Santé entre 1969 et 1972.
- Elena Gatti Caporaso (1918-)
  - Secrétaire d'État auprès du ministre de l'Éducation nationale entre 1970 et 1972.

## VIelégislature
- Tina Anselmi (1927-)
  - Secrétaire d'État aux Affaires sociales et au Travail entre 1974 et 1976.

## VIIelégislature
- Tina Anselmi (1927-)
  - Ministre du Travail et de la Protection sociale entre le 29 juillet 1976 et le 11 mars 1978.
  - Ministre de la Santé entre le 11 mars 1978 et le 4 août 1979.
- Franca Falcucci (1926-2014)
  - Secrétaire d'État auprès du ministre de l'Éducation nationale entre 1976 et 1979.
  - Ministre de l'Éducation nationale entre 1979 et 1983.
- Ines Boffardi (1919-)
  - Secrétaire d'État auprès du président du Conseil, chargée des Affaires féminines, entre 1978 et 1979.

## VIIIelégislature
- Franca Falcucci (1926-2014)
  - Ministre de l'Éducation nationale entre 1979 et 1983.
- Vittoria Quarenghi (1934-1984)
  - Secrétaire d'État auprès du ministre de la Santé entre 1979 et 1980.
- Maria Magnani Noya (1931-)
  - Secrétaire d'État auprès du ministre de l'Industrie, du Commerce et des Artisans entre 1980 et 1981.
  - Secrétaire d'État auprès du ministre de la Santé entre 1981 et 1983.
- Angela Maria Sanza
  - Secrétaire d'État auprès du ministre de l'Intérieur entre 1980 et 1982.

## IXelégislature
- Franca Falcucci (1926-)
  - Ministre de l'Éducation nationale entre 1983 et 1987.
- Paola Caviglasso
  - Secrétaire d'État aux Affaires sociales entre 1983 et 1986.
  - Secrétaire d'État à l'Héritage culturel et à l'Environnement en 1987.
- Susanna Agnelli (1922-2009)
  - Secrétaire d'État auprès du ministre des Affaires étrangères entre 1983 et 1987.

## Xelégislature

### Gouvernement Goria
- Rosa Iervolino (1936-)
  - Ministre des Affaires sociales entre 1987 et 1988
- Susanna Agnelli (1922-2009)
  - Secrétaire d'État auprès du ministre des Affaires étrangères entre 1987 et 1988.
- Anna Maria Nucci (1943-)
  - Secrétaire d'État auprès du ministre de la Santé entre 1987 et 1988.
- Elena Marinucci (1928-)
  - Secrétaire d'État auprès du ministre de la Santé entre 1987 et 1988.
- Anna Gabriella Ceccatelli (1927-)
  - Secrétaire d'État auprès du ministre de l'Environnement entre 1987 et 1988.

### Gouvernement De Mita
- Rosa Iervolino (1936-)
  - Ministre des Affaires sociales entre 1988 et 1989.
- Vincenza Bono (1942-)
  - Ministre des Biens et des Activités culturelles entre 1988 et 1989.
- Susanna Agnelli (1922-2009)
  - Secrétaire d'État auprès du ministre des Affaires étrangères entre 1988 et 1989.
- Mariapia Garavaglia (1947-)
  - Secrétaire d'État auprès du ministre de la Santé entre 1988 et 1989.
- Elena Marinucci (1928-)
  - Secrétaire d'État auprès du ministre de la Santé entre 1988 et 1989.
- Anna Gabriella Ceccatelli (1927-)
  - Secrétaire d'État auprès du ministre de l'Environnement entre 1988 et 1989.
- Anna Maria Nucci (1943-)
  - Secrétaire d'État auprès du ministre de la Santé entre 1988 et 1989.

### Gouvernements Andreotti VII
- Rosa Iervolino (1936-)
  - Ministre des Affaires sociales entre 1989 et 1992.
- Susanna Agnelli (1922-2009)
  - Secrétaire d'État auprès du ministre des Affaires étrangères entre 1989 et 1991.
- Laura Fincato (1950-)
  - Secrétaire d'État auprès du ministre de l'Éducation nationale entre 1989 et 1991.
- Mariapia Garavaglia (1947-)
  - Secrétaire d'État auprès du ministre de la Santé entre 1989 et 1991.
- Elena Marinucci (1928-)
  - Secrétaire d'État auprès du ministre de la Santé entre 1989 et 1991.
- Margherita Boniver (1938-)
  - Ministre sans portefeuille, chargée des Italiens de l'étranger et de l'Immigration, entre 1991 et 1992.

## XIelégislature

### Gouvernement Amato I
- Rosa Iervolino (1936-)
  - Ministre de l’Éducation nationale entre 1992 et 1993.
- Margherita Boniver (1938-)
  - Ministre du Tourisme entre 1992 et 1993.
- Daniella Mazzucconi (1953-)
  - Secrétaire d'État à la Justice entre 1992 et 1993.
- Rossella Artioli (1944-)
  - Secrétaire d'État aux Universités entre 1992 et 1993.

### Gouvernement Ciampi
- Rosa Iervolino (1936-)
  - Ministre de l’Éducation nationale entre 1993 et 1994.
- Mariapia Garavaglia (1947-)
  - Ministre de la Santé entre 1993 et 1994.
- Fernanda Contri Bruzzone (1935-)
  - Ministre sans portefeuille, chargée des Affaires sociales, entre 1993 et 1994.
- Ombretta Fumagalli Carulli (1944-)
  - Secrétaire d'État aux Postes et aux Télécommunications entre 1993 et 1994.
- Silvia Costa (1949-)
  - Secrétaire d'État aux Universités, à la Recherche scientifique et à la Technologie entre 1993 et 1994.
- Rossella Artioli (1944-)
  - Secrétaire d'État à l'Industrie, au Commerce et aux Artisans entre 1993 et 1994.
- Laura Fincato (1950-)
  - Secrétaire d'État auprès du ministre des Affaires étrangères entre 1993 et 1994.

## XIIelégislature

### Gouvernement Berlusconi I
- Adriana Poli Bortone (1943-)
  - Ministre des Ressources agricoles, alimentaires et forestières entre 1994 et 1995.
- Marianna Li Calzi (1949-)
  - Secrétaire d'État auprès du ministre de l'Intérieur entre 1994 et 1995.
- Mariella Mazzeto (1943-)
  - Secrétaire d'État auprès du ministre de l'Éducation entre 1994 et 1995.
- Marisa Bedoni (1944-)
  - Secrétaire d'État auprès du ministre du Trésor entre 1994 et 1995.
- Ombretta Fumagalli Carulli (1944-)
  - Secrétaire d'État auprès du Premier ministre, chargée de la Protection civile aux Postes, entre 1993 et 1994.

### Gouvernement Dini
- Susanna Agnelli (1922-2009)
  - Ministre des Affaires étrangères entre 1995 et 1996.
- Etheldera Porzio Serravalle
  - Ministre de l'Éducation nationale entre 1995 et 1996.
- Matelda Grassi (1936-)
  - Secrétaire d'État auprès du ministre de l'Éducation nationale entre 1995 et 1996.
- Carla Guiducci Bonanni
  - Secrétaire d'État auprès du ministre de la Culture entre 1995 et 1996.

## XIIIelégislature

### Gouvernement Prodi I
- Rosy Bindi (1951-)
  - Ministre de la Santé entre 1996 et 1998.
- Anna Finocchiaro (1955-)
  - Ministre sans portefeuille, chargée de l'Égalité des chances, entre 1996 et 1998.
- Livia Turco (1955-)
  - Ministre sans portefeuille, chargée de la Solidarité nationale, entre 1996 et 1998.
- Patrizia Toia (1950-)
  - Secrétaire d'État auprès du ministre des Affaires étrangères entre 1996 et 1998.
- Adriana Vigneri (1939-)
  - Secrétaire d'État auprès du ministre de l'Intérieur et de la Protection civile entre 1996 et 1998.
- Laura Maria Pennacchi (1948-)
  - Secrétaire d'État auprès du ministre des Finances, des Taxes et du Budget entre 1996 et 1998.
- Elena Montecchi (1954-)
  - Secrétaire d'État auprès du ministre du Travail et de la Protection sociale entre 1996 et 1998.
- Federica Rossi Gasparrini (1937-)
  - Secrétaire d'État auprès du ministre du Travail et de la Protection sociale entre 1996 et 1998.
- Albertina Soliani (1944-)
  - Secrétaire d'État auprès du ministre de l'Éducation nationale et des Universités entre 1996 et 1998.

### Gouvernements D'Alema I & II
- Rosa Iervolino (1936-)
  - Ministre de l’Intérieur entre 1998 et 1999.
- Rosy Bindi (1951-)
  - Ministre de la Santé entre 1998 et 1999.
- Giovanna Melandri (1962-)
  - Ministre des Biens et des activités culturels entre 1998 et 2000.
- Katia Bellillo (1951-)
  - Ministre sans portefeuille, chargée des Affaires régionales, entre 1998 et 2000.
- Laura Balbo (1933-)
  - Ministre sans portefeuille, chargée des l'Égalité des chances, entre 1998 et 2000.
- Livia Turco (1955-)
  - Ministre sans portefeuille, chargée de la Solidarité nationale, entre 1998 et 2000.
- Patrizia Toia (1950-)
  - Ministre sans portefeuille, chargée des Affaires européennes, entre le 22 décembre 1999 et le 25 avril 2000.
- Laura Maria Pennachi
  - Secrétaire d'État auprès du ministre du Trésor entre 1998 et 2000.
- Maretta Scoca (1938-)
  - Secrétaire d'État auprès du ministre de la Justice entre 1998 et 1999.
  - Secrétaire d'État aux Affaires culturelles et aux Sports entre 1999 et 2000.
- Monica Bettoni Brandani (1950-)
  - Secrétaire d'État auprès de la ministre de la Santé entre 1998 et 2000.
- Carla Rocchi (1950-)
  - Secrétaire d'État auprès du ministre de l'Éducation et des Universités entre 1998 et 2000.
- Nadia Masini (1949-)
  - Secrétaire d'État auprès du ministre de l'Éducation et des Universités entre 1998 et 2000.
- Bianca Maria Fiorillo (1956-)
  - Secrétaire d'État auprès du ministre du Travail et de la Protection sociale entre 1998 et 1999.
- Elena Montecchi (1954-)
  - Secrétaire d'État à la Présidence du Conseil entre 1998 et 2000.
- Marianna Li Calzi (1949-)
  - Secrétaire d'État auprès du ministre de la Justice entre 1998 et 2000.
- Silvia Babieri
  - Secrétaire d'État au Commerce extérieur entre 1999 et 2000.
  - Secrétaire d'État à l'Éducation publique en 2000.
- Adriana Vigneri (1939-)
  - Secrétaire d'État aux Affaires culturelles et aux Sports entre 1999 et 2000.
- Ombretta Fumagalli Carulli (1944-)
  - Secrétaire d'État aux Affaires intérieures entre 1999 et 2000.

### Gouvernement Amato II
- Giovanna Melandri (1962-)
  - Ministre des Biens et des activités culturels entre 2000 et 2001.
- Katia Bellillo (1951-)
  - Ministre sans portefeuille, chargée de l’Égalité des chances, entre 2000 et 2001.
- Patrizia Toia (1950-)
  - Ministre sans portefeuille, chargée des Relations avec le Parlement, entre 2000 et 2001.
- Livia Turco (1955-)
  - Ministre sans portefeuille, chargée de la Solidarité active, entre 2000 et 2001.
- Ornella Piloni
  - Secrétaire d’État auprès du ministre du Travail et à la Protection sociale entre 2001 et 2006.
- Grazia Labate
  - Secrétaire d’État auprès du ministre de la Santé entre le 26 avril 2005 et la 16 mai 2006.
- Ombretta Fumagalli Carulli (1944-)
  - Secrétaire d'État auprès du ministre de l'Intérieur entre 2000 et 2001.

## XIVelégislature
- Letizia Moratti (1949- )
  - Ministre de l’Éducation nationale, des Universités et de la Recherche, entre 2001 et 2006.
- Stefania Prestigiacomo (1966- )
  - Ministre sans portefeuille, chargée de l’Égalité des chances, entre 2001 et 2006.
- Maria Teresa Armosino (1955- )
  - Secrétaire d’État auprès du ministre de l’Économie et des Finances entre 2001 et 2006.
- Jole Santelli (1968- )
  - Secrétaire d’État auprès du ministre de la Justice entre 2001 et 2006.
- Valentina Aprea (1956- )
  - Secrétaire d’État auprès de la ministre de l’Éducation nationale, des Universités et de la Recherche entre 2001 et 2006.
- Maria Grazia Siliquini (1948- )
  - Secrétaire d’État auprès de la ministre de l’Éducation nationale, des Universités et de la Recherche entre 2001 et 2006.
- Grazia Sestini
  - Secrétaire d’État auprès du ministre du Travail et de la Politique sociale entre 2001 et 2006.
- Margherita Boniver (1938-)
  - Secrétaire d’État auprès du ministre des Affaires étrangères entre 2001 et 2006.
- Elisabetta Casellati
  - Secrétaire d’État auprès du ministre de la Santé entre le 26 avril 2005 et la 16 mai 2006.

## XVelégislature
- Emma Bonino (1948-)
  - Ministre du Commerce international et ministre sans portefeuille chargée des Affaires européennes entre 2006 et 2008.
- Livia Turco (1955-)
  - Ministre de la Santé entre 2006 et 2008.
- Linda Lanzillotta (1948- )
  - Ministre sans portefeuille, chargée des Affaires régionales et des Autonomies locales, entre 2006 et 2008.
- Barbara Pollastrini (1947-)
  - Ministre sans portefeuille, chargée de l’Égalité des chances entre 2006 et 2008.
- Giovanna Melandri (1962-)
  - Ministre sans portefeuille, chargée de la Jeunesse et des Sports, entre 2006 et 2008.
- Rosy Bindi (1951-)
  - Ministre sans portefeuille, chargée des Politiques familiales, entre 2006 et 2008.
- Patrizia Sentinelli (1949-)
  - Vice-ministre des Affaires étrangères entre 2006 et 2008.
- Mariangela Bastico (1951-)
  - Vice-ministre de l’Éducation nationale entre 2006 et 2008.
- Marcella Lucidi (1963-)
  - Secrétaire d’État auprès du ministre de l’Intérieur, chargée de l’Immigration, entre 2006 et 2008.
- Daniela Melchiorre (1970-)
  - Secrétaire d’État chargée de la Justice entre 2006 et 2008.
- Franca Donaggio (1947-)
  - Secrétaire d’État chargée de la Solidarité sociale entre 2006 et 2008.
- Cristina De Luca (1954-)
  - Secrétaire d’État chargée de la Solidarité sociale entre 2006 et 2008.
- Laura Marchetti (1957-)
  - Secrétaire d’État chargée de l’Environnement et de la Planification territoriale entre 2006 et 2008.
- Beatrice Magnolfi (1951-)
  - Secrétaire d’État chargée de la Réforme et de l’Innovation de l’administration publique entre 2006 et 2008.
- Donatella Linguiti (1953-)
  - Secrétaire d’État chargée de l’Égalité des chances entre 2006 et 2008.
- Chiara Acciarini (1943-)
  - Secrétaire d’État chargée des Affaires familiales entre 2006 et 2008.
- Elena Montecchi (1954-)
  - Secrétaire d’État chargée des Affaires culturelles et du Tourisme entre 2006 et 2008.
- Danielle Mazzonis (1940-)
  - Secrétaire d’État chargée des Affaires culturelles et du Tourisme entre 2006 et 2008.
- Letizia De Torre (1954-)
  - Secrétaire d’État chargée de l’Éducation entre 2006 et 2008.
- Rosa Rinaldi (1955-)
  - Secrétaire d’État chargée du Travail entre 2006 et 2008.

## XVIelégislature

### Gouvernement Berlusconi IV
- Mariastella Gelmini (1973- )
  - Ministre de l’Éducation nationale, des Universités et de la Recherche entre le 8 mai 2008 et le 16 novembre 2011.
- Stefania Prestigiacomo (1966- )
  - Ministre de l’Environnement, de la Protection du Territoire et de la Mer entre le 8 mai 2008 et le 16 novembre 2011.
- Giorgia Meloni (1977- )
  - Ministre sans portefeuille, chargée de la Jeunesse entre le 8 mai 2008 et le 16 novembre 2011
- Mara Carfagna (1975-)
  - Ministre sans portefeuille, chargée de l’Égalité des chances entre le 8 mai 2008 le 16 novembre 2011.
- Michela Vittoria Brambilla (1967-)
  - Secrétaire d’État chargée du Tourisme entre le 8 mai 2008 et le 8 mai 2009.
  - Ministre sans portefeuille, chargée du Tourisme entre le 8 mai 2009 le 16 novembre 2011.
- Stefania Craxi (1960-)
  - Secrétaire d’État chargée des Affaires étrangères entre le 8 mai 2008 et le 16 novembre 2011.
- Anna Maria Bernini (1965-)
  - Ministre sans portefeuille, chargée des Affaires européennes entre le 27 juillet et le 16 novembre 2011.
- Daniela Santanchè (1961-)
  - Secrétaire d’État chargée du Programme du Gouvernement entre le 4 mars 2010 et le 16 novembre 2011.
- Laura Ravetto (1971-)
  - Secrétaire d’État chargée des Relations avec le Parlement entre le 4 mars 2010 et le 16 novembre 2011.
- Sonia Viale (1966-)
  - Secrétaire d’État auprès du ministre de l’Économie et des Finances entre le 20 mars 2010 et le 5 mars 2011.
  - Secrétaire d’État auprès du ministre de l’Intérieur entre le 5 mars et le 16 novembre 2011.
- Elisabetta Casellati (1946-)
  - Secrétaire d’État auprès du ministre de la Justice entre le 12 mai 2008 et le 16 novembre 2011.
- Eugenia Roccella (1953-)
  - Secrétaire d’État auprès du ministre du Travail et des Politiques sociales entre le 8 mai 2008 et 2009.
  - Secrétaire d’État auprès du ministre de la Santé entre le 2010 et le 16 novembre 2011.
- Francesca Martini (1961-)
  - Secrétaire d’État auprès du ministre du Travail et des Politiques sociales entre le 8 mai 2008 et 2009.
  - Secrétaire d’État auprès du ministre de la Santé entre le 2010 et le 16 novembre 2011.
- Daniela Melchiorre (1970-)
  - Secrétaire d’État chargée du Développement économique entre le 5 et le 28 mai 2011.
- Catia Polidori (1967-)
  - Secrétaire d’État auprès du ministre de l’Économie entre le 5 mai et le 14 octobre 2011.
  - Vice-ministre du Développement économique pour le commerce international entre le 14 octobre et le 16 novembre 2011.

### Gouvernement Monti
- Annamaria Cancellieri (1943-)
  - Ministre de l’Intérieur entre le 16 novembre 2011 et le 27 avril 2013.
- Paola Severino (1948-)
  - Ministre de la Justice entre le 16 novembre 2011 et le 27 avril 2013.
- Elsa Fornero (1948-)
  - Ministre du Travail, des Politiques sociales et de l’Égalité des chances entre le 16 novembre 2011 et le 27 avril 2013.

## XVIIelégislature

### Gouvernement Letta
- Emma Bonino (1948-)
  - Ministre des Affaires étrangères entre le 27 avril 2013 et le 22 février 2014.
- Anna Maria Cancellieri (1943-)
  - Ministre de la Justice depuis le 27 avril 2013 et le 22 février 2014.
- Maria Chiara Carrozza (1965-)
  - Ministre de l'Éducation, de l'Enseignement supérieur et de la Recherche depuis le 27 avril 2013 et le 22 février 2014.
- Beatrice Lorenzin (1971-)
  - Ministre de la Santé depuis le 27 avril 2013 et le 22 février 2014.
- Nunzia De Girolamo (1975-)
  - Ministre des Politiques agricoles, alimentaires et forestières depuis le 27 avril 2013 et le 22 février 2014.
- Josefa Idem (1964-)
  - Ministre à l'Égalité des chances et du Sport depuis le 27 avril 2013 et le 24 juin 2013.
- Cécile Kyenge (1964-)
  - Ministre pour l’Intégration depuis le 27 avril 2013 et le 22 février 2014.

### Gouvernement Renzi
- Federica Mogherini (1973-)
  - Ministre des Affaires étrangères du 22 février 2014 au 31 octobre 2014.
- Maria Carmela Lanzetta (1955-)
  - Ministre des Affaires régionales du 22 février 2014 au 30 janvier 2015.
- Federica Guidi (1969-)
  - Ministre du Développement économique du 22 février 2014 au 31 mars 2016.
- Roberta Pinotti (1961-)
  - Ministre de la Défense entre le 22 février 2014 et le 12 décembre 2016.
- Beatrice Lorenzin (1971-)
  - Ministre de la Santé entre le 22 février 2014 et le 12 décembre 2016.
- Stefania Giannini (1960-)
  - Ministre de l'Éducation, de l'Enseignement supérieur et de la Recherche entre le 22 février 2014 et le 12 décembre 2016.
- Maria Elena Boschi (1981-)
  - Ministre de les Réformes constitutionnelles et les Relations avec le Parlement entre le 22 février 2014 et le 12 décembre 2016.
- Marianna Madia (1980-)
  - Ministre de la Simplification et de l’Administration publique entre le 22 février 2014 et le 12 décembre 2016.

### Gouvernement Gentiloni
- Maria Elena Boschi (1981-)
  - Secrétaire d'État à la présidence du Conseil des ministres entre le 12 décembre 2016 et le 1er juin 2018.
- Anna Finocchiaro (1955-)
  - Ministre des Relations avec le Parlement entre le 12 décembre 2016 et le 1er juin 2018.
- Marianna Madia (1980-)
  - Ministre de la Simplification et de l’Administration publique entre le 12 décembre 2016 et le 1er juin 2018.
- Roberta Pinotti (1961-)
  - Ministre de la Défense entre le 12 décembre 2016 et le 1er juin 2018.
- Valeria Fedeli (1949-)
  - Ministre de l'Éducation, de l'Enseignement supérieur et de la Recherche entre le 12 décembre 2016 et le 1er juin 2018.
- Beatrice Lorenzin (1971-)
  - Ministre de la Santé entre le 12 décembre 2016 et le 1er juin 2018.

## XVIIIelégislature

### Gouvernement Conte I
- Giulia Bongiorno (1966-)
  - Ministre pour l'Administration publique entre le 1er juin 2018 et le 5 septembre 2019.
- Erika Stefani (1971-)
  - Ministre pour les Affaires régionales et les Autonomies entre le 1er juin 2018 et le 5 septembre 2019.
- Barbara Lezzi (1972-)
  - Ministre pour le Sud entre le 1er juin 2018 et le 5 septembre 2019.
- Elisabetta Trenta (1967-)
  - Ministre de la Défense entre le 1er juin 2018 et le 5 septembre 2019.
- Giulia Grillo (1975-)
  - Ministre de la Santé entre le 1er juin 2018 et le 5 septembre 2019.
- Alessandra Locatelli (1976-)
  - Ministre pour la Famille et le Handicap entre le 10 juillet et le 5 septembre 2019.

### Gouvernement Conte II
- Paola Pisano (1977-)
  - Ministre pour l'Innovation technologique et la Numérisation entre le 5 septembre 2019 et le 13 février 2021.
- Fabiana Dadone (1984-)
  - Ministre pour l'Administration publique depuis le 5 septembre 2019 et le 13 février 2021.
- Elena Bonetti (1974-)
  - Ministre pour l'Égalité des chances, la Famille et le Handicap entre le 5 septembre 2019 et le 13 janvier 2021.
- Luciana Lamorgese (1953-)
  - Ministre de l'Intérieur entre le 5 septembre 2019 et le 13 février 2021.
- Teresa Bellanova (1958-)
  - Ministre des Politiques agricoles, alimentaires et forestières entre le 5 septembre 2019 et le 13 janvier 2021.
- Paola De Micheli (1973-)
  - Ministre des Infrastructures et des Transports entre le 5 septembre 2019 et le 13 février 2021.
- Nunzia Catalfo (1967-)
  - Ministre du Travail et des Politiques sociales entre le 5 septembre 2019 et le 13 février 2021.
- Lucia Azzolina (1982-)
  - Ministre de l'Éducation entre le 10 janvier 2020 et le 13 février 2021.

### Gouvernement Draghi
- Mariastella Gelmini (1973-)
  - Ministre pour les Affaires régionales et les Autonomies entre le 13 février 2021 et le 22 octobre 2022.
- Mara Carfagna (1975-)
  - Ministre pour le Sud et la Cohésion territoriale entre le 13 février 2021 et le 22 octobre 2022.
- Fabiana Dadone (1984-)
  - Ministre pour les Politiques de la jeunesse entre le 13 février 2021 et le 22 octobre 2022.
- Elena Bonetti (1974-)
  - Ministre pour l'Égalité des chances, la Famille et le Handicap entre le 13 février 2021 et le 22 octobre 2022.
- Erika Stefani (1971-)
  - Ministre pour le Handicap entre le 13 février 2021 et le 22 octobre 2022.
- Luciana Lamorgese (1953-)
  - Ministre de l'Intérieur entre le 13 février 2021 et le 22 octobre 2022.
- Marta Cartabia (1963-)
  - Ministre de la Justice entre le 13 février 2021 et le 22 octobre 2022.
- Maria Cristina Messa (1961-)
  - Ministre de l'Enseignement supérieur et de la Recherche entre le 13 février 2021 et le 22 octobre 2022.

## XIXelégislature

### Gouvernement Meloni
- Giorgia Meloni (1977-)
  - Présidente du Conseil des ministres depuis le 22 octobre 2022.
- Eugenia Roccella (1953-)
  - Ministre de la Famille, de la Natalité et de l'Égalité des chances depuis le 22 octobre 2022.
- Alessandra Locatelli (1976-)
  - Ministre du Handicap depuis le 22 octobre 2022.
- Elisabetta Casellati (1946-)
  - Ministre des Réformes institutionnelles depuis le 22 octobre 2022.
- Marina Elvira Calderone (1965-)
  - Ministre du Travail et des Politiques sociales depuis le 22 octobre 2022.
- Anna Maria Bernini (1965-)
  - Ministre de l'Enseignement supérieur et de la Recherche depuis le 22 octobre 2022.
- Daniela Santanchè (1961-)
  - Ministre du Tourisme depuis le 22 octobre 2022.

## Accès aux portefeuilles
| Année | Nom                    | Ministère                           |
| ----- | ---------------------- | ----------------------------------- |
| 1976  | Tina Anselmi           | Santé                               |
| 1978  | Tina Anselmi           | Travail et Protection sociale       |
| 1979  | Franca Falcucci        | Éducation nationale                 |
| 1987  | Rosa Iervolino         | Affaires sociales                   |
| 1992  | Margherita Boniver     | Tourisme                            |
| 1994  | Adriana Poli Bortone   | Agriculture                         |
| 1995  | Susanna Agnelli        | Affaires étrangères                 |
| 1996  | Anna Finocchiaro       | Égalité des chances                 |
| 1996  | Livia Turco            | Solidarité nationale                |
| 1998  | Rosa Iervolino         | Intérieur                           |
| 1999  | Patrizia Toia          | Affaires européennes                |
| 2000  | Patrizia Toia          | Relations avec le Parlement         |
| 2006  | Emma Bonino            | Commerce international              |
| 2006  | Linda Lanzillotta      | Affaires régionales                 |
| 2006  | Giovanna Melandri      | Jeunesse et Sports                  |
| 2008  | Stefania Prestigiacomo | Environnement                       |
| 2011  | Paola Severino         | Justice                             |
| 2014  | Roberta Pinotti        | Défense                             |
| 2014  | Federica Guidi         | Développement économique            |
| 2019  | Paola De Micheli       | Transports                          |
| 2021  | Maria Cristina Messa   | Recherche                           |
| 2022  | Giorgia Meloni         | Présidente du Conseil des ministres |
| -     | -                      | Économie                            |